# Кубок Джей-ліги 1993
Кубок Джей-ліги 1993 — 2-й розіграш Кубка Джей-ліги. У змаганні брали участь 13 футбольних колективів із Джей-ліги 1993. Титул вдруге поспіль здобув Верді Кавасакі.

## Календар
| Раунд          | Дата матчів                 | Матчі | Клуби  |
| -------------- | --------------------------- | ----- | ------ |
| Груповий раунд | 10 вересня - 16 жовтня 1993 | 36    | 13 → 4 |
| 1/2 фіналу     | 23 жовтня 1993              | 2     | 4 → 2  |
| Фінал          | 23 листопада 1993           | 1     | 2 → 1  |

## Груповий раунд

### Група A
| Поз | Команда              | І | В | П | ГЗ | ГП | РГ | Кваліфікація        |
| --- | -------------------- | - | - | - | -- | -- | -- | ------------------- |
| 1   | Верді Кавасакі       | 6 | 4 | 2 | 13 | 9  | +4 | Вихід до 1/2 фіналу |
| 2   | Ґамба Осака          | 6 | 4 | 2 | 15 | 13 | +2 | Вихід до 1/2 фіналу |
| 3   | Касіма Антлерс       | 6 | 4 | 2 | 10 | 8  | +2 |                     |
| 4   | Касіва Рейсол        | 6 | 4 | 2 | 9  | 9  | 0  |                     |
| 5   | ДЖЕФ Юнайтед Ітіхара | 6 | 2 | 4 | 10 | 8  | +2 |                     |
| 6   | Бельмаре Хірацука    | 6 | 2 | 4 | 10 | 13 | −3 |                     |
| 7   | Санфречче Хіросіма   | 6 | 1 | 5 | 6  | 13 | −7 |                     |

### Група B
| Поз | Команда            | І | В | П | ГЗ | ГП | РГ | Кваліфікація        |
| --- | ------------------ | - | - | - | -- | -- | -- | ------------------- |
| 1   | Сімідзу С-Палс     | 5 | 4 | 1 | 13 | 6  | +7 | Вихід до 1/2 фіналу |
| 2   | Йокогама Флюґелс   | 5 | 4 | 1 | 8  | 6  | +2 | Вихід до 1/2 фіналу |
| 3   | Джубіло Івата      | 5 | 2 | 3 | 9  | 7  | +2 |                     |
| 4   | Наґоя Ґрампус      | 5 | 2 | 3 | 9  | 9  | 0  |                     |
| 5   | Йокогама Марінос   | 5 | 2 | 3 | 7  | 13 | −6 |                     |
| 6   | Урава Ред Даймондс | 5 | 1 | 4 | 7  | 12 | −5 |                     |

## 1/2 фіналу
| Команда 1      | Рахунок | Команда 2        |
| -------------- | ------- | ---------------- |
| 23 жовтня 1993 |         |                  |
| Верді Кавасакі | 2:1 дч  | Йокогама Флюґелс |
| Ґамба Осака    | 2:4     | Сімідзу С-Палс   |

## Фінал
| 23 листопада 1993 |

| Верді Кавасакі            | 2:1      | Сімідзу С-Палс |
| ------------------------- | -------- | -------------- |
| Бісмарк 73' Кітадзава 85' | Протокол | Оенокі 13'     |

| Національний стадіон, Токіо Глядачів: 53 677 Арбітр: Хуан Карлос Креспі |